# Václav Böhm (politik)
Václav Böhm (17. dubna 1817 Protivín – 20. února 1908 Vliněves) byl rakouský politik české národnosti z Čech, poslanec Českého zemského sněmu a starosta Protivína.

## Biografie
Byl měšťanem v Protivíně. Působil jako člen obecní rady. V letech 1847–1848 zde byl rychtářem. Roku 1856 se stal starostou Protivína. V letech 1860–1885 zastával s přestávkami funkci okresního starosty ve Vodňanech, ve které se střídal s Adolfem Josefem Schwarzenbergem. Zasloužil se o zbudování železniční trati z Vídně do Plzně, trati z Protivína do Rakovníka a železničního mostu přes řeku Blanici z Protivína do Týna nad Vltavou a Hluboké. Měl též podíl na zřízení obecných a měšťanských škol v Protivíně.
V 80. letech se zapojil do vysoké politiky. V doplňovacích volbách v roce 1880 byl zvolen na Český zemský sněm, kde zastupoval kurii venkovských obcí, obvod Písek, Vodňany. Na sněmu nahradil Václava Kotalíka. Uspěl i v řádných volbách v roce 1883. Patřil k Národní straně (staročeské). Kandidoval i ve volbách v roce 1889, ale tehdy ho porazil mladočech Jan Rataj.
V roce 1890 uspěli mladočeši i v obecních volbách v Protivíně. Spustili pak vyšetřování údajných finančních nesrovnalostí v obecní pokladně. Výsledkem bylo, že Böhm a několik dalších staročeských politiků bylo nuceno uhradit chybějící částky.